# Saqr III bin Sultan al-Qasimi
Saqr III bin Sultan al-Qasimi (in arabo صقر بن سلطان القاسمي‎?; Sharja, 1925 – Egitto, 9 dicembre 1993), è stato emiro di Sharja dal 1951 al 1965.

## Biografia
Saqr bin Sultan nacque a Sharja nel 1925 e divenne emiro nel maggio del 1951. Fu il primo sovrano di quel paese a tenere un discorso pubblico nel giorno della sua investitura. Lavorò duramente per promuovere l'istruzione e per questo fece aprire numerose scuole.
Diede supporto al nazionalismo arabo e al suo più celebre esponente, il presidente egiziano Gamal Abd el-Nasser. Nel 1964, dopo la visita di una delegazione della Lega araba guidata da ʿAbd al-Khāliq Ḥassūna, il segretario generale all'epoca, sostenne l'apertura di un ufficio della Lega araba a Sharjah. Gli inglesi considerarono questa mossa una minaccia e l'amministrazione britannica fu indotta ad intervenire e ad avviare la cacciata di Saqr come emiro. Nel 1965 Paul Glencairn , l'agente politico britannico a Dubai, fu incaricato di informare Saqr della sua deposizione. Fu poi esiliato in Bahrein e alla fine a Il Cairo. Gli succedette suo cugino Khalid bin Muhammad.
Il 24 gennaio 1972, poco dopo la creazione degli Emirati Arabi Uniti avvenuta il 2 dicembre 1971, Saqr tornò in patria dall'Egitto con un certo numero di mercenari e tentò di riprendere il potere con un colpo di Stato. Il gruppo attaccò il palazzo del sovrano all'incirca alle 14.30. Vi furono colpi di arma da fuoco e esplosioni di granate all'interno del palazzo. L'emiro Khalid rimase ucciso. Il golpe però non riuscì grazie al mancato appoggio del Consiglio supremo dell'Unione e all'intervento tempestivo delle forze armate federali guidate dal ministro della difesa Mohammed bin Rashid Al Maktum. In poco tempo il palazzo di Ramla fu circondato e i ribelli costretti ad arrendersi e portati in giudizio.
Nel 1979, dopo otto anni di carcere, fu esiliato in Egitto. Tornò in patria due anni prima di morire e prese residenza nell'emirato di Abu Dhabi. 
Morì durante una visita in Egitto il 9 dicembre 1993 e fu sepolto nell'emirato di Ras al-Khaima.
Scrisse diverse raccolte di poesie.